# Leppa Akwadukt
Het Leppa Akwadukt is een aquaduct in het riviertje de Boorne bij Akkrum.
In 1993 werd met de bouw begonnen. De loop van de Boorne werd 300 meter naar het noorden verplaatst. Het aquaduct werd op 1 oktober 1996 opengesteld voor verkeer op de A32 tussen Heerenveen en Leeuwarden. Op 3 mei 1997 vond de officiële opening door de minister van Verkeer en Waterstaat Annemarie Jorritsma plaats. De weg bestaat uit twee keer twee rijstroken voor de A32, twee vluchtstroken en de Bokkumer Omwei, een parallelweg voor langzaam verkeer. De doorrijhoogte is 4,60 meter.

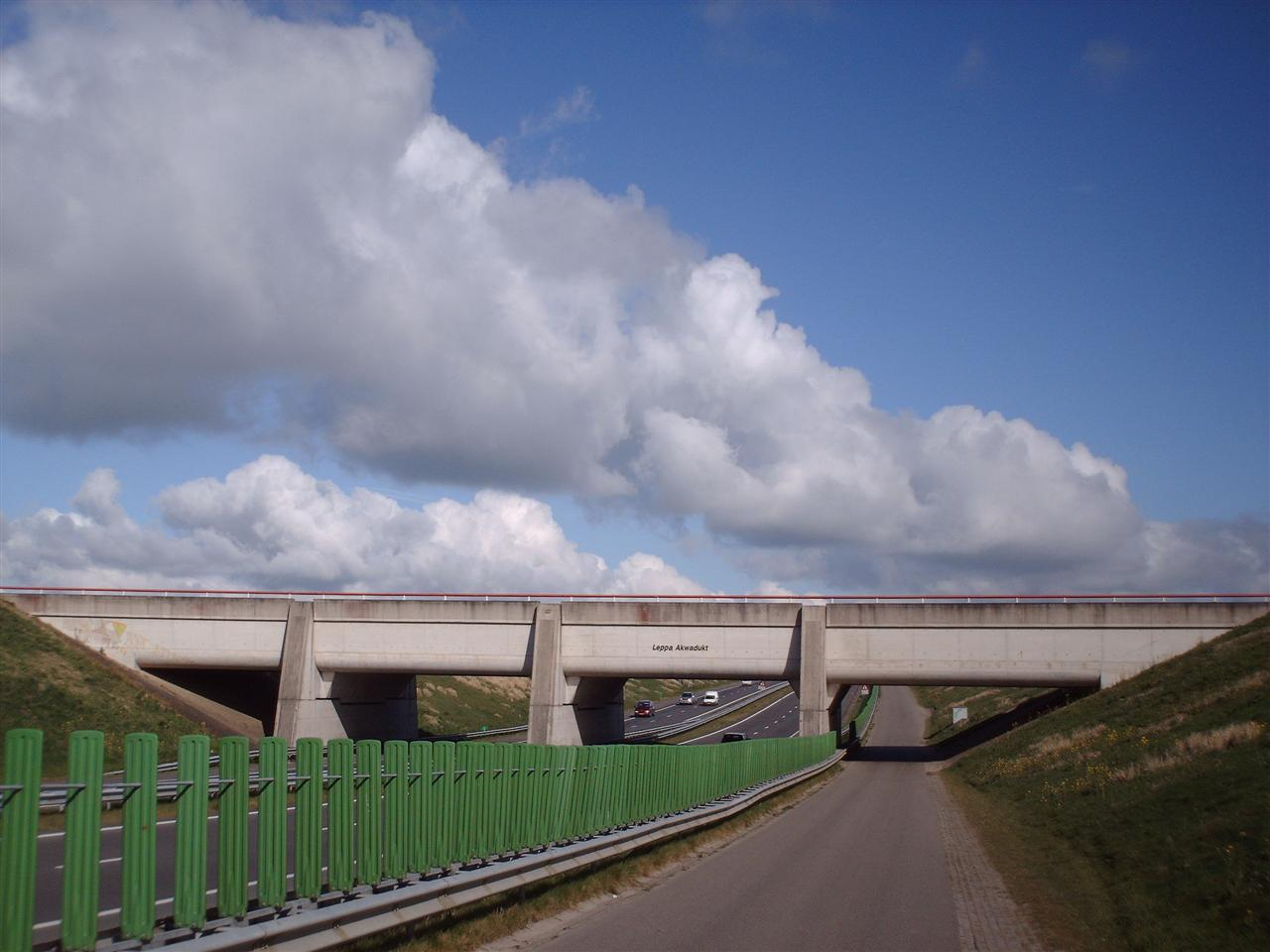
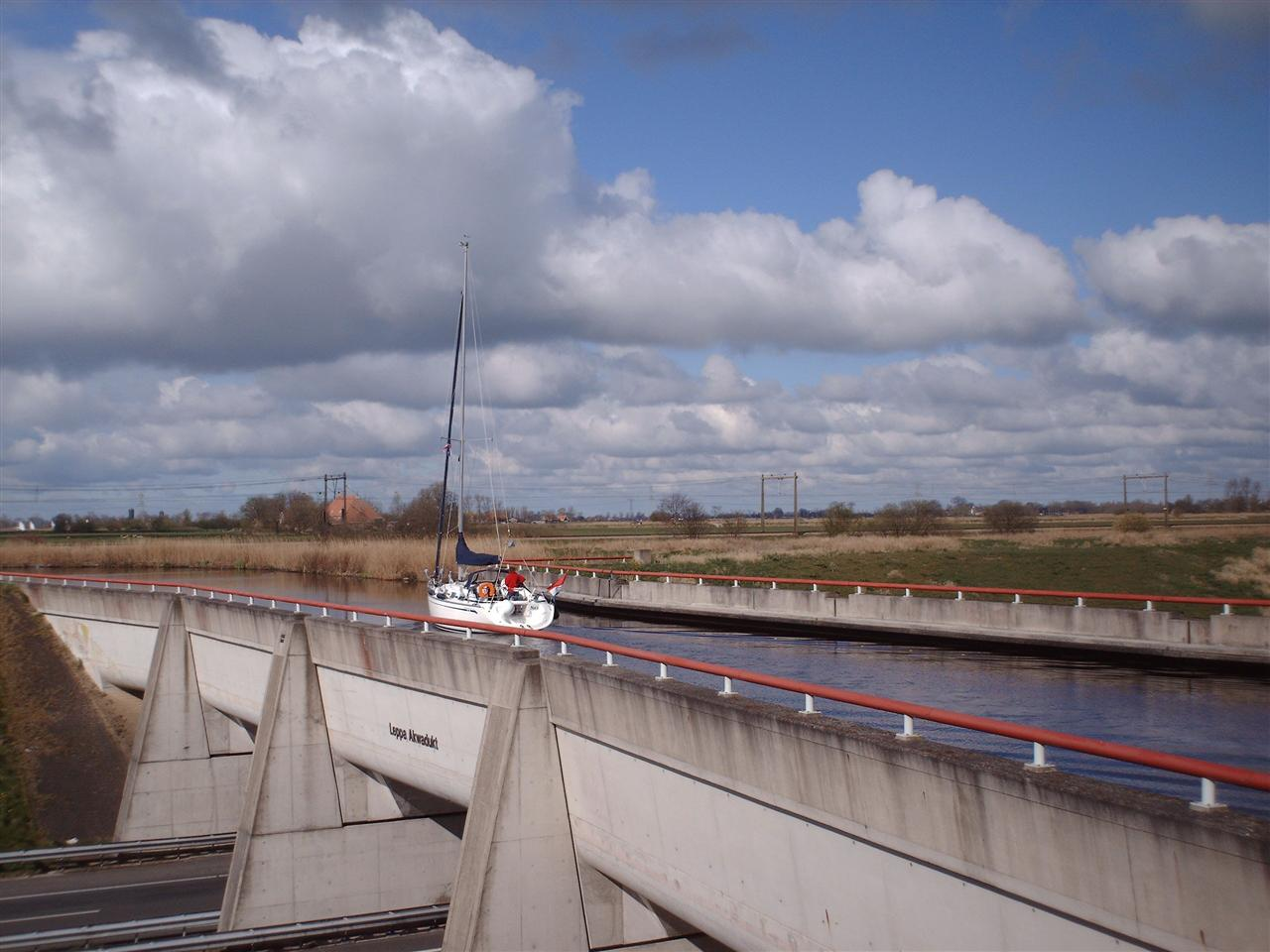

Galamadammen · Geeuw · Hendrik Bulthuis ·  Houkesloot · Ie · Jeltesloot · Langdeel · Leppa · Margaretha Zelle · M.C. Escher · Mid-Fryslân · Prinses Margriet · Richard Hageman · Van Harinxmakanaal (Harlingen)